# Der Vaderen Erfdeel
Der Vaderen Erfdeel was de naam van een nationaalsocialistische stichting die rond 1937 werd opgericht vanuit de Nationaal-Socialistische Beweging (NSB) door propagandaleider (later organisatieleider) Frans Eduard Farwerck. De taak van de stichting was om naspeuringen te doen naar de oorsprong van de Dietse geest.

## Oprichting
In 1936 scheidde zich een radicale groepering af van de uitgeverij Nenasu. Deze groep vormde de kiemcel voor de latere Nederlandsche SS. Als eersten in de NSB toonden relatief oudgedienden als boerenleider Evert Roskam en dr. H. Reydon steeds meer belangstelling voor een 'volksche' richting. Ruwweg werd daaronder verstaan de bewustwording van de eigen aard, eigen cultuur en ras, al liepen deze begrippen nogal eens door elkaar. Die oorspronkelijke waarden waren volgens het volksdenkende deel van de NSB verstopt achter vreemde invloeden van Romaanse of Joodse afkomst. 
Om het eigene te herontdekken moest men zich van die vreemde bestanddelen ontdoen, men moest afstevenen op een 'volksch ontwaken'. De volkse opvattingen leidden tot een verhevigde belangstelling voor de oude Germaanse geschiedenis en tradities, legenden, sprookjes, folklore, volkskunst, namen, runentekens, grafheuvels en meer van dergelijke oerbronnen. Uit die volkse groep kwam een opmerkelijke figuur naar voren die zich zou ontpoppen als energiek leider, hoewel hij merendeels zelf op de achtergrond bleef: Frans Eduard Farwerck. Deze Hilversumse tapijthandelaar en voormalige vrijmetselaar was enige tijd propaganda-, later organisatieleider van de NSB. Aan Farwerck dankte de NSB het wolfsangel-symbool en de 'volkse' namen voor de maanden als louwmaand, wintermaand, enz. Onvermoeibaar speurde hij naar het volkse verleden en verrichtte daarmee baanbrekend werk voor het Nederlandse nationaalsocialisme. Zijn streven was het hervinden van het 'volkseigene' en het identificeren van het 'volksvreemde'. Het ideaal van de fascistische 'corporatieve staat' maakte plaats voor de nationaalsocialistische volksgemeenschap gebaseerd op bloedverbondenheid. Met de introductie van de radicale denkwijze plaveiden de volksen de weg voor het groeiende antisemitisme binnen de NSB.

## Doelstelling
De stichting stelde zich ten doel het volksvreemde van het volkseigene te scheiden. Der Vaderen Erfdeel wilde een van Romaanse invloeden gezuiverd Diets volkskarakter. De stichting benadrukte echter wel dat de Dietse gebieden weliswaar een eigen karakter hadden gekregen, maar dat dit karakter in grond en wezen Germaans was. De Dietse en dus ook de Nederlandse cultuur waren volgens de stichting een zijtak van het Germanendom. Hiermee droeg een organisatie in Nederland voor het eerst werkelijk de kern van de SS-gedachte uit. Via het maandblad De Wolfsangel werd geprobeerd om mensen bewust te maken van hun 'bloed en bodem'. Daarnaast kwam het ook in de SS-kringen aangehangen radicale antisemitisme krachtig in het blad naar voren.

## Bestuur
Farwerck nodigde uit om zitting te nemen in het bestuur van Der Vaderen Erfdeel, de schilder en SS-theoreticus J.C. Nachenius, H.J. van Houten en diens broer en uitgever Reinier van Houten, de latere voorman van de Nederlandsche SS Henk Feldmeijer, en de graficus en schrijver Nico de Haas. Deze groep rond Farwerck legde zich toe op:
het verzamelen van gegevens over de culturele uitingen onzer voorvaderen, het aanmoedigen van de studie daarvan en het bekend maken van de resultaten, een en ander in de ruimsten zin.

## Het tijdschrift
In mei 1936 verscheen het eerste nummer van het tijdschrift De Wolfsangel, met als ondertitel 'Strijdblad voor Nederlandsch volksbewustzijn'. In het tijdschrift verschenen veel artikelen over folklore en over de geschiedenis van het Germaanse volk. Een jaar later werd De Wolfsangel door de Stichting Der Vaderen Erfdeel 'geadopteerd' als het officiële orgaan. In mei 1938 werd De Wolfsangel omgedoopt in Der Vaderen Erfdeel, een naam die in juli 1939 weer werd gewijzigd in Volksche Wacht.

## Verloop
Op 2 september 1940 werd de Volksche Werkgemeenschap opgericht, als vervanging van Der Vaderen Erfdeel, dat te zeer gelieerd was aan Farwerck, die vanwege zijn vermeende verleden als vrijmetselaar onacceptabel voor de SS-leiding was. Op 14 oktober 1940 wordt vervolgens de stichting Der Vaderen Erfdeel opgeheven. De Volksche Werkgemeenschap was (als onderdeel van de Duitse SS-organisatie Das Ahnenerbe) een soort van mantelorganisatie van de SS en zij had tot doel:
... auf breiterer propagandistischer Grundlage für das Auslöschen der 'Ostgrenze' arbeiten und die Gemeinsamkeit des Deutsch-Niederländischen Raums, die gemeinsame Blutabstimmung und das gemeinsame Ahnenerbe herausstellen.

Daardoor was de Volksche Werkgemeenschap uiteindelijk ondergeschikt aan dr. Hans E. Schneider, Duits SS'er en leider van het Ahnenerbe-filiaal in Nederland. Omdat Farwerck kon bogen op een ruime populariteit en aanhang binnen de NSB, moest de overgang van Der Vaderen Erfdeel naar de Volksche Werkgemeenschap behoedzaam verlopen. Feldmeijer moest in opdracht van Himmler de delicate taak verrichten. Hoewel het de oorspronkelijke bedoeling was dat Feldmeijer zelf de nieuwe voorzitter zou worden, werd in tweede instantie hiervan af gezien - Feldmeijers voorzitterschap zou de overgang te sterk in SS-licht plaatsen en dat zou vele NSB-leden voor het hoofd kunnen stoten. Daarom viel de keuze op dr. Johan Theunisz.
In 1943 veranderde de naam van de groep opnieuw, ditmaal in Germaansche Werkgemeenschap Nederland. Voorzitter werd toen prof. dr. G.A.S. Snijder. Deze werd toen tevens hoofdredacteur van De Volksche Wacht.

## Tot slot
De groep NSB'ers rond F.E. Farwerck presenteerde zich vanaf 1937 onder de naam Der Vaderen Erfdeel. Na de zomer van 1940 ging zij voort als de Volksche Werkgemeenschap onder Henk Feldmeijer. Deze groep had voor de 'volkse' invalshoek gekozen en was daarmee een belangrijke component in de radicalisering van de NSB in de richting van de volkse, antisemitische SS. De leden van de groep waren Farwerck (tot de herfst van 1940), Henk Feldmeijer (vanaf de herfst van 1940), Nico de Haas, de gebroeders H.J. en Reinier van Houten, H.W. van Etten, J.C. Nachenius, Gerda Schaap, W.F. van Heemskerk Düker, C.L. ten Cate, Johan Theunisz en Geerto Snijder. Deze groep van intellectuelen vormde het kader van de SS-propaganda in de Tweede Wereldoorlog in Nederland.
 Portaal: Fascisme en nationaalsocialisme in Nederland · Fascisme · Nationaalsocialisme